# 塞布爾島

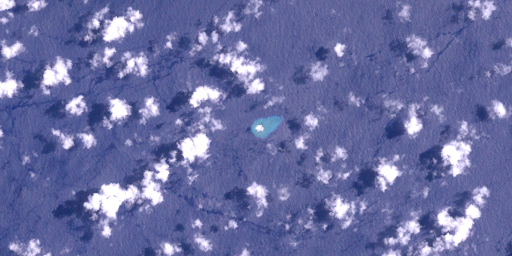

塞布爾島是巴布亞新畿內亞的島嶼，屬於努古里亞群島的一部分，由布干維爾省負責管轄，長0.2公里、寬0.2公里，面積0.03平方公里，最高點海拔高度2.4米，島上無人居住。